# (10064) Hirosetamotsu
(10064) Hirosetamotsu est un astéroïde de la ceinture principale.

## Description
(10064) Hirosetamotsu est un astéroïde de la ceinture principale. Il fut découvert le 31 octobre 1988 à Chiyoda par Takuo Kojima. Il présente une orbite caractérisée par un demi-grand axe de 2,73 UA, une excentricité de 0,19 et une inclinaison de 9,7° par rapport à l'écliptique.

## Compléments